# Bejuma (municipalité)
Pour les articles homonymes, voir Bejuma.
Bejuma est l'une des quatorze municipalités de l'État de Carabobo au Venezuela. Son chef-lieu est Bejuma. En 2011, la population s'élève à 48 538 habitants.

## Géographie

### Subdivisions
La municipalité est divisée en trois paroisses civiles avec, chacune à sa tête, une capitale (entre parenthèses) :
- Bejuma (Bejuma) ;
- Canoabo (Canoabo) ;
- Simón Bolívar (Chirgua).

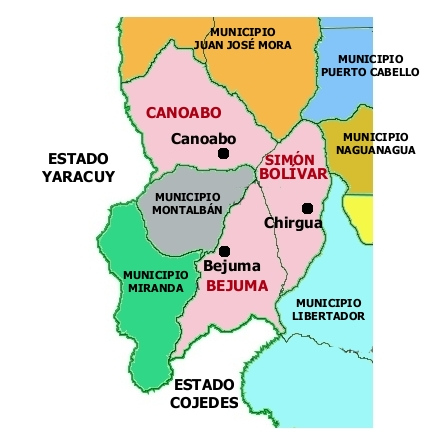
Carte montrant les trois paroisses civiles de la municipalité de Bejuma.